# Зинке, Райан
Ра́йан Зи́нке (англ. Ryan Zinke; род. 1 ноября 1961) — американский политический и государственный деятель, министр внутренних дел США (2017—2019), член Палаты представителей Конгресса США от штата Монтана (2015—2017) и с 2023. Член Республиканской партии. В 2009—2011 годах — член Сената Монтаны.

## Биография
Имеет степень бакалавра по геологии от Орегонского университета. Также имеет учёные степени MBA и MS в области глобального лидерства. В 1986—2008 годах служил в спецподразделении ВМС США SEAL («морские котики»), ушел в отставку в звании коммандера.
Зинке сам себя относил к «республиканцам Рузвельта», понимая под этим в первую очередь приверженность Теодора Рузвельта поддержке природоохранного движения и защиты природы.
Уйдя в отставку Зинке занялся политикой. С 2009 по 2013 год он был членом Сената Монтаны, а с 2015 по 2017 год представлял штат в Палате представителей США. Зинке, первый «морской котик» избранный в нижнюю палату Конгресса, был членом Комитета по природным ресурсам и Комитета по вооружённым силам. Как член Конгресса Зинке поддерживал использование сухопутных войск на Ближнем Востоке для борьбы с ИГИЛ и выступал против Закона о доступном медицинском обслуживании, различных экологических норм и передачи федеральных земель отдельным штатам.
15 декабря 2016 года избранный президент США Дональд Трамп заявил о намерении номинировать Зинке на пост министра внутренних дел. В ходе слушаний по его кандидатуре в сенате Зинке пообещал противодействовать выводу из федеральной собственности больших земельных угодий. Зинке был утверждён 1 марта 2017 года, став первым «морским котиком» и первым монтанцем с момента обретения статуса штата, занявшим пост в кабинете министров.
В первый рабочий день на посту министра Зинке приехал на работу в костюме ковбоя верхом на коне. Как отметило издание The Hill, своим поступком он хотел показать приверженность защите природы. Однако во время своего пребывания на посту министра Зинке допускал агрессивное расширение промышленной деятельности на общественных землях, включая ускоренную экологическую экспертизу бурения нефтяных и газовых скважин, чтобы увеличить количество разрешений, предлагая морское бурение нефтяных скважин, как на восточном, так и на западном побережьях (против чего выступили губернаторы всех 15 прибрежных штатов), а также первое в стране сокращение границ национальных памятников для использования земли частными компаний, работающих в нефтегазовой отрасли.
Расходы Зинке на посту министра внутренних дел, включая дорогие перелёты, были расследованы Управлением генерального инспектора Министерства внутренних дел. 30 октября 2018 года расследование дела Зинке было передано в Министерство юстиции. 15 декабря 2018 года Дональд Трамп объявил, что Зинке покинет свой пост 2 января 2019 года. В отчете генерального инспектора Департамента внутренних дел от 2022 года сказано, что Зинке не нарушил федеральные законы о конфликте интересов. Расследование также не нашло доказательств того, что Зинке использовал своё положение для выгоды Halliburton или для собственной финансовой выгоды, или что его сотрудники пытались скрыть его продолжающееся участие в команде разработчиков.

## Увлечения
Зинке известен как любитель охоты, рыболовства и туризма.